# Joseph (Erzählung)
Joseph ist das Fragment einer Kriminalgeschichte von Annette von Droste-Hülshoff. Es entstand 1845 und wurde postum 1886 in der von Elisabeth Droste-Hülshoff und Wilhelm Kreiten herausgegebenen Werkausgabe erstveröffentlicht. Eine spätere Ausgabe trägt den Titel Mevrouw van Ginkel.

## Inhalt
In einer Rahmenhandlung erzählt der Rentier Caspar Bernjen von seiner früheren Nachbarin Mefrouw van Ginkel, einer älteren Dame, die er öfter besucht und die ihm Geschichten aus ihrem Leben erzählt. Dann gibt er folgende Geschichte wieder:
Van Ginkels Mutter starb im Kindbett und das Mädchen wächst in Gent bei ihrem Vater, einem fleißigen Geschäftsmann, und der Gouvernante Madame Dubois auf. Da der Vater unverheiratet bleibt, ist tagsüber niemand im Haus, der das Hauspersonal beaufsichtigt, und so beginnen die Diener zu stehlen. Der Kassierer Steenbeck stiehlt sogar größere Geldsummen, um seine Spielsucht zu finanzieren. Das vierzehnjährige „Stanzchen“, wie sie von der Gouvernante genannt wird, traut sich aber nicht, ihrem Vater von den Diebstählen zu berichten. Auch die Gouvernante verrät Steenbeck nicht, in dem sie einen Verehrer vermutet. Erst als Steenbeck verschwindet, fliegt die Sache auf – dieser ist jedoch nicht, wie vermutet, mit dem Geld durchgebrannt, sondern in die Schelde gefallen und ertrunken.
Wenige Tage später stirbt Stanzchens Vater an einem Blutsturz. Stanzchen kommt daraufhin zunächst bei einem Vormund unter und wird dann von ihrem Onkel, dem Pfarrer des Dorfes G., zu sich geholt. Dieser war ein Stiefbruder von Stanzchens Mutter. Als Mevrouw van Ginkel gerade anfangen will, von ihrem Onkel und dem Leben auf dem Dorf zu erzählen, bricht der Text ab.
Eine Person namens Joseph kommt in der Geschichte nicht vor.

## Deutung
Im Nachwort der Einzelausgabe von 1951 deutet Josefine Nettesheim die Geschichte als „Vermächtnis christlicher Lebensweisheit“, so auch der Titel ihres Nachworts. Die „Humanität der christlich-katholischen Weltsicht“ sei aber „niemals programmmäßig ausgesprochen“, sondern trete aus den Worten und Handlungen der Figuren hervor, gerade darin liege die Meisterschaft der Erzählerin. Durch den „feinen Humor, der nur aus der Tragik geboren wird“ fühlt sich Nettesheim an Wilhelm Raabe und Charles Dickens erinnert.
Die Protagonistin Mevrouw van Ginkel sei ein Muster an Tugenden wie Geduld, Nächstenliebe und Genügsamkeit, die sich aus der Gewissheit ihres Glaubens nähren. Der Vater hingegen gehe auch daran zugrunde, dass er ganz dem „Diesseitigen“, nämlich seinen Geschäften verfallen sei – ihm fehle „das religiöse Rückgrat, das innere Gleichgewicht, der ausgleichende, ihn tragende Seinsgrund“; durch seine „innere Unordnung“ verursacht er das folgende Unglück. Madame Dubois sei eine bemitleidenswerte, beinah tragische Figur, da die im Grunde gute Frau durch eine sich anbahnende Liebschaft, die sie sich nur einbildet, dazu verführt wird, einen Diebstahl zu decken. Steenbecks Spielsucht sei ein Anfall „des Teuflischen“, der in einem schon vergifteten Umfeld durch nichts gehemmt wird.

## Ausgaben
- Joseph. Eine Criminalgeschichte. In: Winfried Woesler (Hrsg.): Annette von Droste-Hülshoff. Historisch-kritische Ausgabe. Bd. 5, S. 151–168.
- Annette von Droste-Hülshoff: Mevrouw van Ginkel. Eine Kriminalgeschichte. Mit einem Nachwort herausgegeben von Josefine Nettesheim. Holzschnitte von Hans Pape. Regensberg, Münster 1951.
- Ungekürztes Werk „Joseph“ von Annette von Droste-Hülshoff. Auf: xlibris.de. Abgerufen am 18. Januar 2019.